# Chi lavora è perduto (In capo al mondo)
Chi lavora è perduto (In capo al mondo) és una pel·lícula dramàtica italiana de 1963 dirigida per Tinto Brass i protagonitzada per Sady Rebbot. Es tracta del debut com a director de Tinto Brass.
El 2008 la pel·lícula fou seleccionada per entrar en la llista dels 100 film italiani da salvare.

## Sinopsi
La pel·lícula segueix un dia de Bonifacio (Sady Rebbot), un dissenyador jove i aturat amb tendències antisocials. Ha presentat una sol·licitud de treball i té una entrevista per a l'examen psicològic al matí. La resta del dia, comença a passejar per Venècia i recorda el seu passat, també somiant despert amb el seu futur. Els flashbacks revelen la seva aflicció amorosa amb la seva ex-xicota Gabriella (Pascale Audret) i les seves relacions amb els seus amics comunistes Claudio (Tino Buazzelli) i Kim (Franco Arcalli).

## Repartiment
- Sady Rebbot - Bonifacio
- Pascale Audret - Gabriella
- Tino Buazzelli - Claudio
- Franco Arcalli - Kim
- Nando Angelini - Sergent
- Andreina Carli
- Gino Cavalieri
- Piero Vida - Amic de Bonifacio

## Cameo
Brass actua com a contrafigura de l'actor principal en el rodatge del rem: les mans i la part del cos de Tinto, vistes per darrere, estan emmarcades. També apareix al Festival del Lido com a "paparazzo".

## Censura
La pel·lícula va ser inicialment rebutjada pels censors, que van demanar retallades a la pel·lícula. Tinto Brass es va negar i, tot i tot, va aconseguir estrenar la pel·lícula en versió completa al cinema, només canviar el títol de la pel·lícula de In capo al mondo a Chi lavora è perduto Segons el director, això també va ser possible gràcies al nou ministre socialista d'Espectacles del govern de centreesquerra que havia pres possessió del càrrec mentrestant i a la nova composició de la Comissió per la Revisió Cinematogràfica.